# Medicamento de venda livre
Medicamento de venda livre, medicamentos isentos de prescrição (MIP's) (ou over-the-counter (ao balcão) em inglês, sob a sigla OTC) é um medicamento que pode ser vendido sem receita médica. O acesso do consumidor a estes medicamentos é alvo de intensa disputa entre ABRAFARMA (que defende a farmácia como um estabelecimento comercial) e Conselhos Regionais de Farmácia e Anvisa (que defendem a farmácia como estabelecimento de saúde e diferenciado). Entre eles estão os analgésicos, as vitaminas, os antiácidos, os laxantes e os descongestionantes nasais. Esses medicamentos tratam de sintomas leves como febre, tosse, dor de cabeça, aftas, dores de garganta, assaduras, hemorroidas, congestão nasal e azia.
No Brasil, a legislação atual permite a venda destes medicamentos desde que fiquem atrás do balcão da farmácia ou drogaria, sem acesso direto pelo cliente, sendo necessária a solicitação ao farmacêutico ou balconista, para a devida orientação quanto sua administração, interferências em exames laboratoriais, posologia, interações, etc. Medicamentos vendidos pela Internet só são possíveis com a existência de uma farmácia real, física, com um telefone de contato para a orientação do paciente pelo farmacêutico.
Os OTC's tem como objetivo tratar sintomas ou doenças leves, de forma rápida e econômica, sem a necessidade de procurar um médico, tendo a ocasional orientação do farmacêutico. Todavia a prática de automedicação exige também cuidados, para evitar riscos de intoxicação, interação medicamentosa e uso indevido. Além disso, idosos, gestantes e crianças são um grupo arriscado de pacientes com relação a dose e contraindicação, recomenda-se que estes grupos procurem um médico para avaliação na utilização de qualquer medicamento. Um exemplo da utilização inadvertida de medicamentos sem receita médica é o caso do paciente com dengue que não deve utilizar ácido acetilsalicílico (AAS).

## Publicidade de medicamentos no Brasil[11]
Somente os medicamentos de venda livre tem publicidade permitida para o público geral. Os medicamentos que exigem receita e os controlados tem publicidade restrita para profissionais de saúde e publicações especializadas. A publicidade de medicamentos no Brasil não inclui nome, imagem e/ou voz de celebridades em suas propagandas afirmando ou sugerindo que utiliza o medicamento ou recomendando o seu uso e também remete avisos ao final de cada comercial com relação à saúde, com fundo azul e letras brancas, como:
1. "SE PERSISTIREM OS SINTOMAS, O MÉDICO DEVERÁ SER CONSULTADO";
2. (nome comercial ou substância ativa) "É UM MEDICAMENTO. SEU USO PODE TRAZER RISCOS. PROCURE O MÉDICO E O FARMACÊUTICO. LEIA A BULA”;

Alguns fármacos específicos possuem alertas diferenciados como por exemplo:
1. Ácido acetilsalicílico - "Não use este medicamento em caso de gravidez, gastrite ou úlcera do estômago e suspeita de dengue ou catapora."
2. Bisacodil - "Não use este medicamento em caso de doenças intestinais graves."
3. Dipirona sódica - "Não use este medicamento durante a gravidez e em crianças menores de três meses de idade."
4. Paracetamol - "Não use junto com outros medicamentos que contenham paracetamol, com álcool, ou em caso de doença grave do fígado."

A Legislação também não permite veiculação de propagandas em intervalos de horários destinados a programas infantis. Não podem conter as frases "Demonstrado em ensaios clínicos", "Comprovado cientificamente".